# Frauenbergkapelle (Weltenburg)

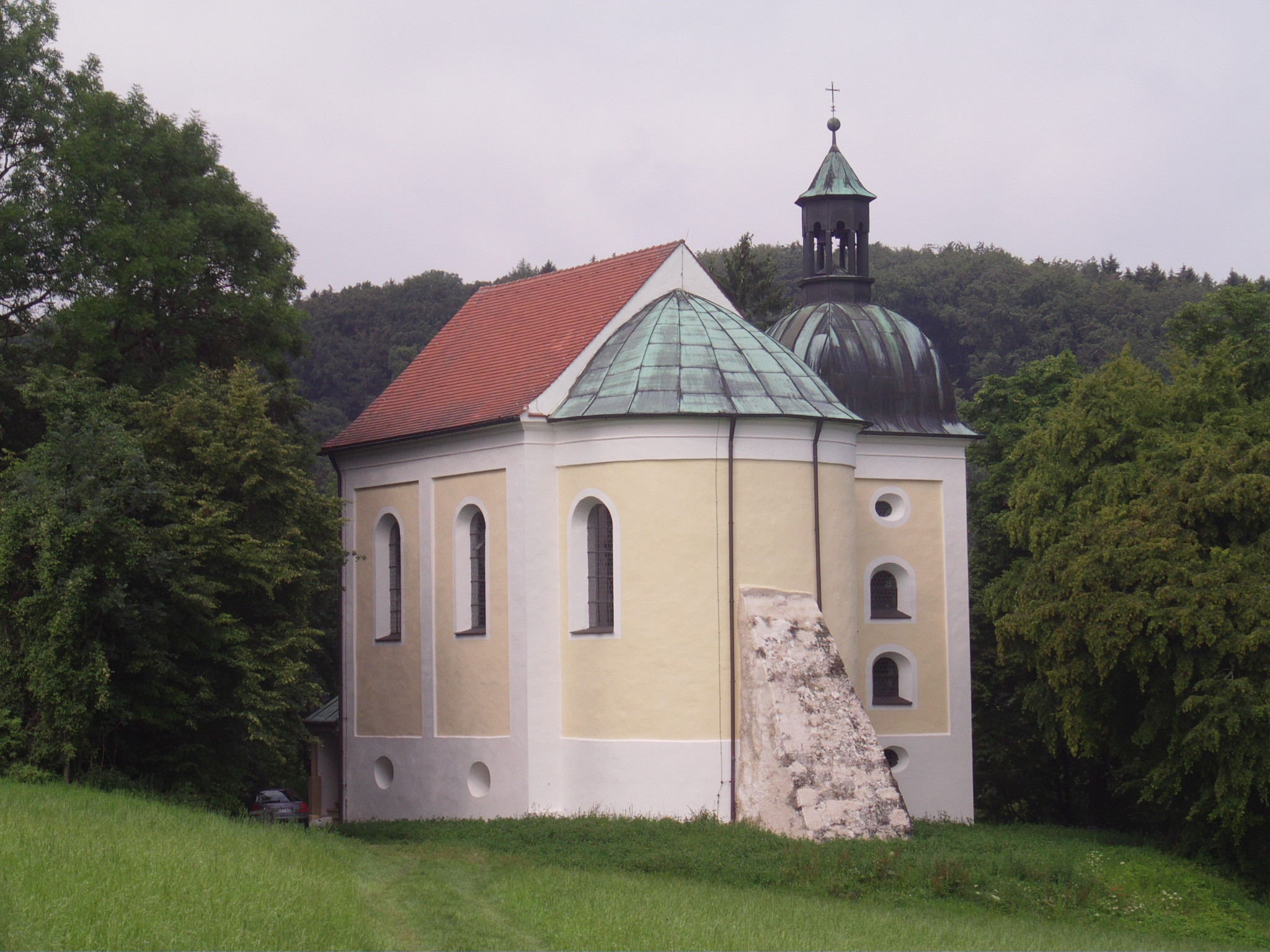
Außenansicht der Frauenbergkapelle

Die Frauenbergkapelle, eine barocke Kirche von 1713/14, befindet sich oberhalb der Benediktinerabtei Weltenburg auf dem Gebiet der niederbayerischen Stadt Kelheim.

## Geschichte
Die erste Kapelle auf dem Frauenberg wurde um 700, also bereits kurz nach der Gründung des Klosters Weltenburg, auf den Fundamenten eines römischen Tempels errichtet. Der heutige Barockbau wurde in den Jahren 1713 und 1714 von dem Kelheimer Baumeister Caspar Öttl auf einem mittelalterlichen Unterbau errichtet. Die Ausstattung im Rokokostil schuf der Bildhauer Franz Anton Neu aus Prüfening um 1755.

## Beschreibung

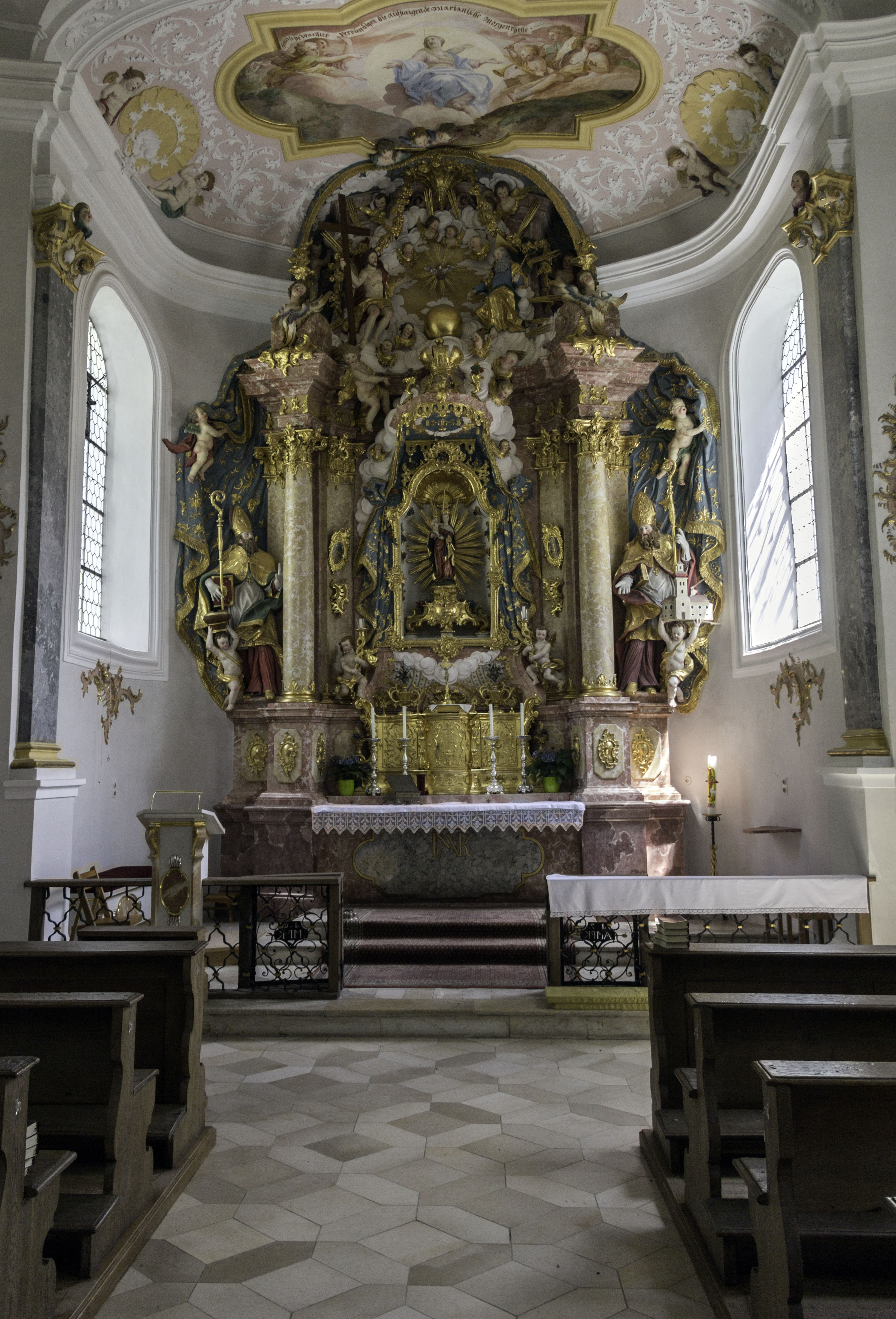
Innenraum mit Hochaltar

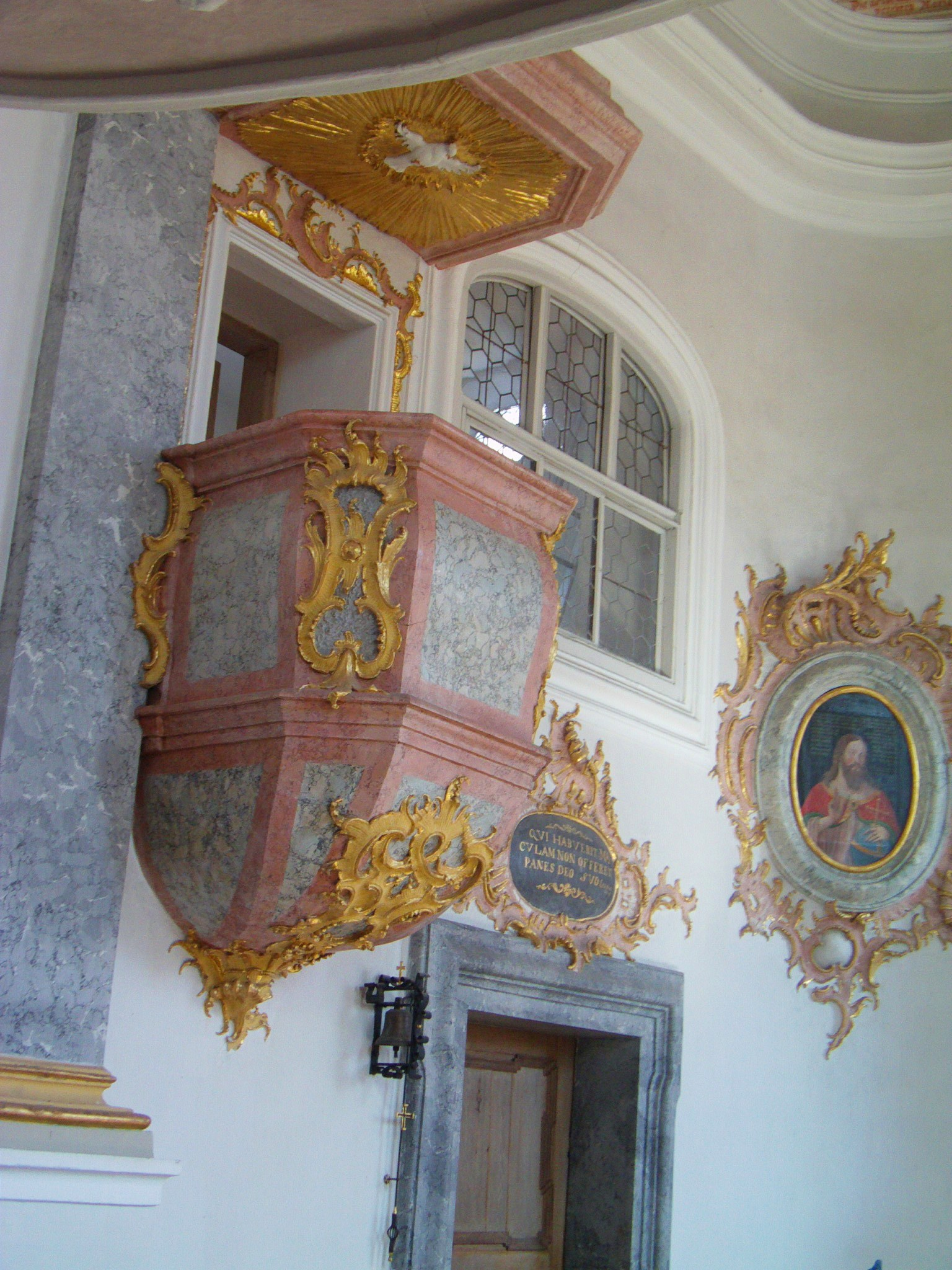
Kanzel

Die Kapelle umfasst ein zweijochiges Langhaus und einen einjochigen, korbbogig geschlossenen Chor, welcher leicht eingezogen und nach Osten ausgerichtet ist. Auf der Nordseite befindet sich ein Flankenturm mit Haubenaufsatz und Laterne, der insgesamt kaum höher ist als das sattelgedeckte Kirchenschiff. Letzteres wurde auf einen mittelalterlichen Unterbau gesetzt, sodass der eigentliche Kirchenraum eine Geschosshöhe über Grund liegt.
Im Inneren befindet sich eine reiche Rokoko-Ausstattung von Franz Anton Neu. Der von zwei Pilastern flankierte Altarraum enthält den zweisäuligen Hochaltar. Dieser zeigt ein spätgotisches Gnadenbild der Mutter Gottes mit dem Jesuskind, welches von Figuren der heiligen Bischöfe Rupert und Wolfgang flankiert wird. Im Auszug ist die heilige Dreifaltigkeit dargestellt. Das Chorfresko zeigt Maria als aufgehende Morgenröte. In der Flachkuppel des Langhauses befindet sich ein weiteres Deckenfresko. Es zeigt den „Bayernapostel“ Rupert mit dem Herzog Theodo II. (?), die beide in der Entstehungszeit der Frauenbergkapelle wirkten. Die schöne Rokoko-Kanzel zeigt am Korpus das zeittypische Rocaille-Ornament, auf der Unterseite des Schalldeckels ist eine Heilig-Geist-Taube in einem Strahlenkranz reliefartig dargestellt. Bemerkenswert sind außerdem zwei Holztafelbilder aus der Zeit um 1580, die Christus Salvator und die Mutter Gottes darstellen.

## Orgelpositiv
Im Kirchenraum befand sich ein Schrankpositiv mit vier Registern. Das Instrument wurde laut Inschrift 1790 von dem Instrumenten- und Orgelmacher Andreas Fux aus „Grossbryfling“ Großprüfening erbaut. Das Instrument wurde 1968 von Hermann Kloss restauriert und verändernd umgebaut. Es steht heute in der Klosterkirche Weltenburg. Die ursprüngliche Disposition lautete:
| Manual C–c3 |           |    |
| 1.          | Coppel    | 8′ |
| 2.          | Coppel    | 4′ |
| 3.          | Principal | 2′ |
| 4.          | Octav     | 1′ |